# Mistrzostwa Świata w Tenisie Stołowym 2017
54. Mistrzostwa świata w tenisie stołowym 2017 odbyły się w dniach 29 maja–5 czerwca 2017 w Düsseldorfie (Niemcy).

## Harmonogram
W trakcie mistrzostw odbędzie się rywalizacja w pięciu konkurencjach. Kwalifikacje będą miały miejsce 29 i 30 czerwca.
| Data                    | 30 maja          | 31 maja          | 1 czerwca            | 2 czerwca            | 3 czerwca       | 4 czerwca       | 5 czerwca       |
| ----------------------- | ---------------- | ---------------- | -------------------- | -------------------- | --------------- | --------------- | --------------- |
| gra pojedyncza mężczyzn |                  | 1 runda          | 2 runda              | 3 runda              | 4 runda         | R4, ćwierćfinał | półfinał, finał |
| gra pojedyncza kobiet   |                  | 1 runda, 2 runda | 3 runda              | 4 runda, ćwierćfinał | półfinał        | finał           |                 |
| gra podwójna mężczyzn   | 1 runda          | 2 runda          | 3 runda              | ćwierćfinał          | półfinał        | finał           |                 |
| gra podwójna kobiet     | 1 runda          | 2 runda          | 3 runda              | ćwierćfinał          |                 |                 | półfinał, finał |
| gra mieszana            | 1 runda, 2 runda |                  | 3 runda, ćwierćfinał |                      | półfinał, finał |                 |                 |

## Medaliści
| Konkurencja             | Złoto                            | Srebro                        | Brąz                                                  |
| ----------------------- | -------------------------------- | ----------------------------- | ----------------------------------------------------- |
| gra pojedyncza mężczyzn | Ma Long                          | Fan Zhendong                  | Xu Xin Lee Sang-su                                    |
| gra pojedyncza kobiet   | Ding Ning                        | Zhu Yuling                    | Miu Hirano Liu Shiwen                                 |
| gra podwójna mężczyzn   | Fan Zhendong Xu Xin              | Masataka Morizono Yuya Oshima | Jung Young-sik Lee Sang-su Kōki Niwa Maharu Yoshimura |
| gra podwójna kobiet     | Ding Ning Liu Shiwen             | Chen Meng Zhu Yuling          | Feng Tianwei Yu Mengyu Hina Hayata Mima Itō           |
| gra mieszana            | Maharu Yoshimura Kasumi Ishikawa | Chen Chien-an Cheng I-ching   | Fang Bo Petrissa Solja Wong Chun Ting Doo Hoi Kem     |